# Carl Peter Jensen (Politiker)
Carl Peter Jensen (* 3. Januar 1906 in Sundby; † 28. August 1987 in Kopenhagen) war ein dänischer Politiker der Socialdemokraterne. Er diente seiner Partei als Abgeordneter des Folketings sowie als Wohnungs- und Grönlandminister.

## Leben
Jensen beendete 1924 seine Ausbildung zum Klempner erfolgreich in Kopenhagen und arbeitete danach einige Jahre in der großen Gaszählerfabrik in Stubbekøbing und kam bereits zu dieser Zeit in Kontakt mit organisatorischer Arbeit. Als Neunzehnjähriger wurde er Betriebsratsmitglied und kurz darauf Gewerkschaftler und Mitglied in der Hauptorganisation der Klempner.
Von 1953 bis 1971 war Jensen Folketingsabgeordneter.
Vom 31. März 1960 bis zum 26. September 1964 war Jensen Wohnungsminister in den Kabinetten Kampmann I, Kampmann II und Krag I. Anschließend war er Grönlandminister im Kabinett Krag II bis zum 2. Februar 1968.